# Grand Prix de Blangy-sur-Bresle
Le Grand Prix de Blangy-sur-Bresle  est une course cycliste française disputée à Blangy-sur-Bresle, dans le département de Seine-Maritime (Normandie). Créée en 1983, elle est organisée par le Véloce Club Eudois et Breslois.
Cette épreuve fait partie du calendrier national de la Fédération française de cyclisme. Elle figure également à plusieurs reprises au programme de la Coupe de France DN1 (2007, 2009, 2011, 2012 et de 2016 à 2019).

## Palmarès
| Année | Vainqueur              | Deuxième              | Troisième              |
| ----- | ---------------------- | --------------------- | ---------------------- |
| 1983  | Jean-Michel Avril      | André Traché          | Guy Leleu              |
| 1984  | Mario Degouge          | Jean-Michel Avril     | Marceau Pilon          |
| 1985  | Pascal Churin          | Philippe Dalibard     | Nicolas Pétrel         |
| 1986  | Jean-François Laffillé | Pascal Churin         | Claude Carlin          |
| 1987  | Yves Carbonnier        | Daniel Leveau         | Gérard Guazzini        |
| 1988  | Franck Morelle         | Yvan Frebert          | Philippe Goubin        |
| 1989  | Nicolas Dubois         | Thierry Gru           | Philippe Goubin        |
| 1990  | Henryk Charucki (pl)   | Marek Leśniewski      | Mieczysław Karłowicz   |
| 1991  | Franck Morelle         | Dariusz Leśniewski    | Laurent Eudeline       |
| 1992  | Adam Szafron           | Jean-Pierre Godard    | Paweł Kowalski         |
| 1993  | Jean-François Laffillé | Erwan Jan             | Jimmy Delbove          |
| 1994  | Laurent Eudeline       | Jean-Michel Thilloy   | Fabrice Naessens       |
| 1995  | Jean-François Laffillé | Franck Morelle        | Guillaume Judas        |
| 1996  | José Sanchez           | Éric Beaune           | Jean-Philippe Thibault |
| 1997  | Grzegorz Gwiazdowski   | David Dumont          | Mickaël Fouliard       |
| 1998  | Jean-Philippe Thibault | Frédéric Delalande    | Guillaume Lejeune      |
| 1999  | Carlo Ménéghetti       | Wouter Demeulemeester | Marek Leśniewski       |
| 2000  | Nicolas Méret          | Artūras Trumpauskas   | Mickael Olejnik        |
| 2001  | Éric Beaune            | Guillaume Lejeune     | Éric Berthou           |
| 2002  | Samuel Plouhinec       | Christophe Thébault   | Mariusz Witecki        |
| 2003  | Jean-Philippe Yon      | Guillaume Lejeune     | Cédric Jourdan         |
| 2004  | Guillaume Lejeune      | Jean-Philippe Yon     | Tony Cavet             |
| 2005  | Frédéric Lubach        | Tony Cavet            | Guillaume Lejeune      |
| 2006  | Jean-Philippe Yon      | Tony Cavet            | Guillaume Levarlet     |
| 2007  | Rémi Cusin             | Mickaël Szkolnik      | Mathieu Fabry          |
| 2008  | Samuel Plouhinec       | Benoît Jarrier        | Arnaud Molmy           |
| 2009  | Pierre-Luc Périchon    | Alexis Coulon         | Guillaume Malle        |
| 2010  | Christopher De Souza   | Julien Guay           | Alexandre Gratiot      |
| 2011  | Pierre-Luc Périchon    | Maxime Daniel         | Cyrille Patoux         |
| 2012  | Benoît Sinner          | Pierre Bonnet         | Julien Duval           |
| 2013  | Jérémy Leveau          | Jimmy Turgis          | Pierre Gouault         |
| 2014  | Kévin Lalouette        | Hugo Hofstetter       | Benoît Daeninck        |
| 2015, | Michael Goolaerts      | Adrien Garel          | Julien Guay            |
| 2016  | Maxime Roger           | Pierre Bonnet         | Silver Mäoma           |
| 2017, | Maxime Renault         | Valentin Madouas      | Taruia Krainer         |
| 2018, | Théo Nonnez            | Adrien Quinio         | Jean-Lou Watrelot      |
| 2019  | Jimmy Raibaud          | Eddy Finé             | Alexandre Delettre     |
| 2020  | Enzo Anti              | Killian Théot         | Nicolas Prodhomme      |
| 2021  | Sébastien Havot        | Camille Batista       | Serkan Olgun           |
| 2022, | Killian Théot          | Axel Huens            | Maxime Gressier        |